# Арибаш
Арибаш (баш. Әрибаш) — деревня в Татышлинском районе Республики Башкортостан Российской Федерации. Входит в состав Кудашевского сельсовета.

## География

### Географическое положение
Расстояние до:
- районного центра (Верхние Татышлы): 7 км,
- центра сельсовета (Верхнекудашево): 6 км,
- ближайшей ж/д станции (Куеда): 31 км.

## Население
| 2002 | 2009 | 2010 |
| ---- | ---- | ---- |
| 308  | ↗542 | ↗552 |

Национальный состав
Согласно переписи 2002 года, преобладающая национальность — удмурты (91 %).